# Elecciones a la Asamblea Constituyente de Ecuador de 1852
Las elecciones para diputados constituyentes de 1852 determinaron quienes conformarían la Asamblea Constituyente de Ecuador de 1852, la cual tenía como objetivo la redacción de un nuevo texto constitucional para el país en reemplazo de la segunda constitución marcista.
La conformación de una asamblea constituyente fue convocada por José María Urbina para legitimar su mandato e instaurar un nuevo marco marcista retomando sus orígenes liberales.
Acorde a la normativa de la época, los legisladores eran electos por nominación libre de los electores, sin auspicio partidista o limitaciones por provincia, por lo que en ocasiones un legislador era electo por varias provincias.

## Nómina de Representantes Provinciales
39 diputados provinciales
| Provincia  | Diputados                                     | Diputados                   |
| ---------- | --------------------------------------------- | --------------------------- |
| Cuenca     | José Miguel Valdivieso Rada                   | José Miguel Valdivieso Rada |
| Cuenca     | Mariano Cueva Vallejo                         |                             |
| Cuenca     | Nicolás Cisneros                              |                             |
| Cuenca     | Ramón Romero                                  |                             |
| Cuenca     | Camilo Jáuregui Barona                        |                             |
| Cuenca     | Ignacio Merchán García                        |                             |
| Cuenca     | Juan Bautista Vázquez Herdoíza                |                             |
| Cuenca     | José Andrés García Vintimilla                 |                             |
| Chimborazo | José M. Mancheno y Borrero                    | José M. Mancheno y Borrero  |
| Chimborazo | Juan Antonio Hidalgo                          |                             |
| Chimborazo | Gabriel de Uriarte                            |                             |
| Esmeraldas | Vidal Alvarado Espinosa                       | Vidal Alvarado Espinosa     |
| Guayaquil  |                                               | Francisco Aguirre Abad      |
| Guayaquil  | Manuel Rodríguez Parra                        |                             |
| Guayaquil  | Juan José Robles García                       |                             |
| Guayaquil  | Teodoro Maldonado González                    |                             |
| Guayaquil  | Francisco Pablo Icaza Paredes                 |                             |
| Guayaquil  | Juan Illingworth Hunt                         |                             |
| Guayaquil  | J. Ramón Benítez Franco                       |                             |
| Guayaquil  | José Vivero y Garaycoa                        |                             |
| Imbabura   |                                               | Pedro Moncayo y Esparza     |
| Imbabura   | Manuel Angulo Villagómez                      |                             |
| Imbabura   | Daniel Fernández Salvador y Gómez de la Torre |                             |
| León       | Gabriel Álvarez Villacís                      | Gabriel Álvarez Villacís    |
| Loja       |                                               | Jerónimo Carrión y Palacio  |
| Loja       | Manuel F. Espinosa                            |                             |
| Loja       | Isidro Ayora Ramírez                          |                             |
| Loja       | Serafín Romero Maldonado                      |                             |
| Loja       | Tomás Cobos Briceño                           |                             |
| Loja       | Ramón Samaniego Palacio                       |                             |
| Manabí     |                                               | Francisco Robles García     |
| Manabí     | Francisco Franco Herrera                      |                             |
| Manabí     | Atanasio Huerta Bravo                         |                             |
| Manabí     | Bartolomé Fuentes Franco                      |                             |
| Manabí     | Juan José Franco Malo de Molina               |                             |
| Pichincha  |                                               | Manuel Bustamante del Mazo  |
| Pichincha  | Aparicio Ribadeneira Tobar                    |                             |
| Pichincha  | Manuel Gómez de la Torre y Gangotena          |                             |
| Pichincha  | Manuel Sáenz Barrera                          |                             |

Fuente: